# Kaiserstraße 31, 32 (Quedlinburg)
Das Haus Kaiserstraße 31, 32 war ein denkmalgeschütztes Gebäude in der Stadt Quedlinburg in Sachsen-Anhalt.

## Lage
Es befand sich in der historischen Quedlinburger Neustadt auf der Südseite der Kaiserstraße, auf der Ostseite des Durchgangs von der Kaiserstraße zur Bahnhofstraße. Das Gebäude gehörte zum UNESCO-Weltkulturerbe und war im Quedlinburger Denkmalverzeichnis als Bürgerhof eingetragen.

## Architektur und Geschichte
Der Gebäudekomplex bestand aus einem Ende des 18. Jahrhunderts entstandenen Fachwerkhaus mit einem sehr breiten, zum Durchgang ausgerichteten Giebel. Es handelte sich um ein giebelständiges Doppelhaus, die in dieser Form selten sind. Ein ähnlich gestalteter Bau war mit dem Haus Neustädter Kirchhof 2, 3 bereits zuvor abgerissen worden. An der schmaleren Nordseite des Hauses grenzte ein kleinerer zweigeschossiger, traufständiger Fachwerkbau an, der als Wohnhaus und Speichergebäude diente. Dieser Gebäudeteil stammte aus dem 18. Jahrhundert. Er wies eine breite Stellung der Ständer auf und präsentierte sich schlicht weitgehend ohne Verzierungen. Westlich grenzte an dieses Gebäude ein jüngerer, auch heute erhaltener Neubau an, der das Haus vom Durchgang trennte.
1998 wurde der von Hausschwamm befallene Gebäudekomplex wegen Einsturzgefahr aufgrund einer Abrissverfügung abgerissen. Die formale Streichung aus dem Denkmalverzeichnis erfolgte erst 2024, nachdem im August 2024 im Zuge der Listenrevision das Fehlen des Gebäudes festgestellt wurde.